# Animals in War Memorial

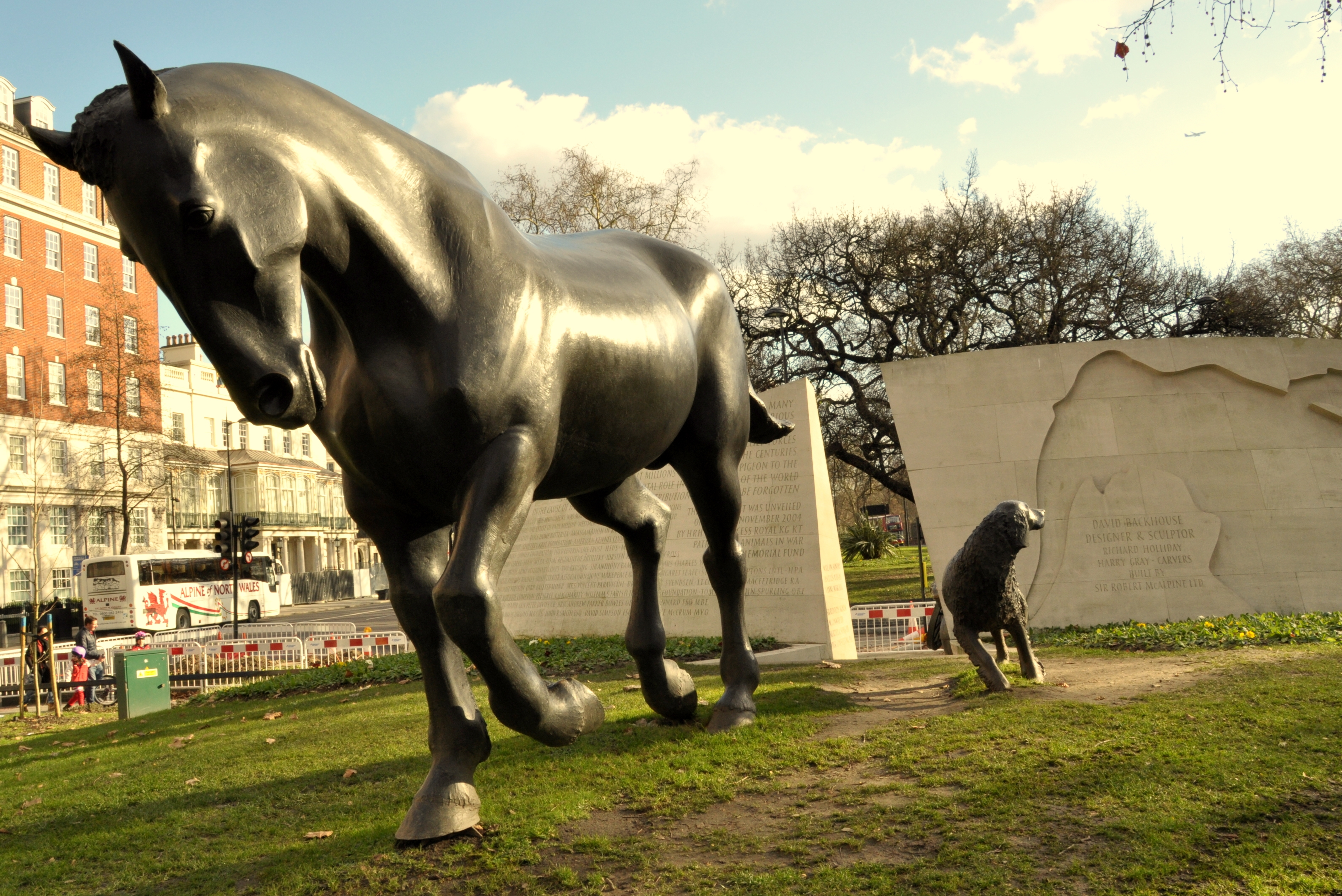
Figury konia i psa

Animals in War Memorial – pomnik w centralnym Londynie, przy ulicy Park Lane na skraju Hyde Parku, upamiętniający zwierzęta, które zginęły, służąc w brytyjskich siłach zbrojnych. Zaprojektowany został przez angielskiego rzeźbiarza Davida Backhouse'a, a odsłonięty przez angielską księżniczkę Annę Mountbatten-Windsor, podczas uroczystości 24 listopada 2004 roku. Pomnik wyraża szczególne uznanie dla 60 zwierząt odznaczonych medalem Dickin, w tym 54 biorących udział w II wojnie światowej (32 gołębie, 18 psów, trzy konie i kot).

## Konstrukcja
Inspiracją autora w projektowaniu pomnika była książka Jilly Cooper "Zwierzęta na wojnie" (ang. Animals in War), a budowę umożliwił specjalny fundusz 1,4 miliona funtów, zgromadzony z publicznych datków.
Na pomnik składa się zakrzywiona kamienna ściana, symboliczna arena walki, zdobiona wizerunkami walczących zwierząt, wraz z dwoma mocno obciążonymi mułami wchodzącymi po schodach pomnika. Po drugiej stronie, za szczeliną w ścianie, znajdują się figury konia i psa. Figury zwierząt zostały odlane z brązu. 

## Napisy
Pod głównym napisem "Animals in War" znajdują się dwa napisy:
| "This monument is dedicated to all the animals that served and died alongside British and allied forces in wars and campaigns throughout time" a poniżej mniejszy: They had no choice | "Ten pomnik poświęcony jest wszystkim zwierzętom które służyły i zginęły wraz z brytyjskimi i sprzymierzonymi siłami w wojnach i kampaniach na przestrzeni wieków" "Nie miały wyboru" |